# جوردن ديفيس
جوردن ديفيس (بالإنجليزية: Jordan Davis)‏ (21 يناير 1983 بسولت ليك في الولايات المتحدة - ) هو لاعب كرة قدم أمريكي في مركز الوسط. لعب مع Atlanta Silverbacks U23's ‏ وأتلانتا سيلفرباكس وRichmond Kickers Future ‏.

## وصلات خارجية
- جوردن ديفيس على موقع قاعدة بيانات كرة القدم.إي يو (الإنجليزية)